# Барабаш-Левада
44°45′43″ пн. ш. 131°25′23″ сх. д. / 44.7619° пн. ш. 131.423° сх. д.
Барабаш-Левада — село в Погранічному районі Приморського краю Росії.
До 2015 року входило до складу муніципальної освіти Барабаш-Левадинське сільське поселення та було його адміністративним центром. Законом Приморського краю від 27 квітня 2015 року № 593-КЗ Жариківське та Барабаш-Левадинське сільські поселення перетворено шляхом їх об'єднання у Жариківське сільське поселення з адміністративним центром у селі Жарикове.

## Історія
Село Барабашева-Левада Жариківської волості Микільсько-Уссурійського повіту засноване 1884 року вихідцями з Чернігівської губернії. Село розташувалося на пагорбах біля річки Сінтухе. У селі була школа-каплиця. Найближчий лікарський пункт був розташований у селі Камінь-Риболов.
Радянська влада в селі була встановлена в 1922 році, цього ж року була організована Барабашево-Левадська сільська Рада робітників. З червня 1938 року до 1977 року сільська Рада робітників стала називатися Барабаш-Левадською сільською Радою депутатів трудящих. З 1977 по 1992 рік сільською радою народних депутатів. З 1992 року адміністрацією сільської ради села Барабаш-Левада. З 2006 року село є адміністрацією Барабаш-Левадинського сільського поселення.

## Населення
| Чисельність населення | 1891 | 1900 | 1912 | 1915 | 1926 | 2002 | 2010 | 2011 | 2012 | 2013 | 2014 | 2015 |
| --------------------- | ---- | ---- | ---- | ---- | ---- | ---- | ---- | ---- | ---- | ---- | ---- | ---- |
|                       | 227  | ↘78  | ↗84  | ↗123 | ↗345 | ↘310 | ↗338 | ↘337 | ↘319 | ↘313 | ↘289 | ↘271 |

## Інфраструктура
На території села розташовані: середня школа, дитячий садок, центр дозвілля (не активний, зараз покинута будівля, сходи на другий поверх відсутні, частина вікон вибита або знята), бібліотека, лазня (не активна, вікон та дверей немає все поламано, місце для сміття), два магазини (один магазин у якому продають продукти та побутову хімію, магазин називається «Софія»), відділення пошти Росії, фельдшерсько-акушерський пункт, лісгосп, три мисливські господарства. Асфальт відсутній, з операторів стільникового зв'язку працює тільки Білайн, інтернет відсутній (є тільки в школі та на сільраді найнижча швидкість у роумінгу)
У селі розташований пам'ятник полеглим односельцям у роки Німецько-радянської війни.